# COUM Transmissions
COUM Transmissions est une troupe d'art performance et un groupe musical, actif entre 1969 et 1977. Il est particulièrement porté sur la transgression dans tous les domaines, influencée par le dadaïsme et Merry Pranksters. Également adepte de Kraftwerk et du Metal Machine Music de Lou Reed, le collectif est reconnu par certains comme le fondateur de la musique industrielle.

## Présentation
Il s'agissait d'une formation fantasque et conflictuelle originaire de Kingston-upon-Hull, dans le Yorkshire, dont les membres permanentes étaient le fondateur Genesis P-Orridge, et Cosey Fanni Tutti, qui rejoignit le groupe au début de 1970. Sa composition était tournante, caractéristique atypique dans les années 1960, et incluait aussi bien des éléments intellectuels que criminels,. L'organisation était notamment fascinée par le totalitarisme, la pornographie et les tueurs en série ; elle fit un scandale retentissant à ses débuts grâce à une exposition de tampons hygiéniques usagés. En 1975, le collectif représente la Grande-Bretagne à la Biennale de Paris.
Son existence formelle s'étend de 1969 à 1976. Parmi les membres de son entourage étaient Foxtrot Echo (Greg Taylor, aussi connu sous le nom d'Echo Foxxtrot), Fizzey Paet, Ray Harvey, Timothy Poston (en) et Spydee Garmantel (Ian Evetts, un ami d'école de P-Orridge). Bien que Peter « Sleazy » Christopherson et Chris Carter soient proches du collectif, ils ne l'ont pas rejoint sur le plan technique jusqu'à sa transformation en  Throbbing Gristle[réf. souhaitée].
L'œuvre de COUM a pris différentes orientations. Parmi les plus remarquables on peut citer le modelage pornographique de Cosey et le groupe de musique industrielle Throbbing Gristle, né au cours de la performance finale de COUM en 1976. Après la dissolution du groupe en 1981, ses membres Genesis P-Orridge, Cosey Fanni Tutti, Peter « Sleazy » Christopherson et Chris Carter forment leurs propres projets : Psychic TV, Thee Temple ov Psychick Youth, Chris and Cosey, Coil, Thee Majesty, CTI, et The Genetic Terrorists, entre autres.

## Histoire

### Premières activités à Hull (1969–1973)

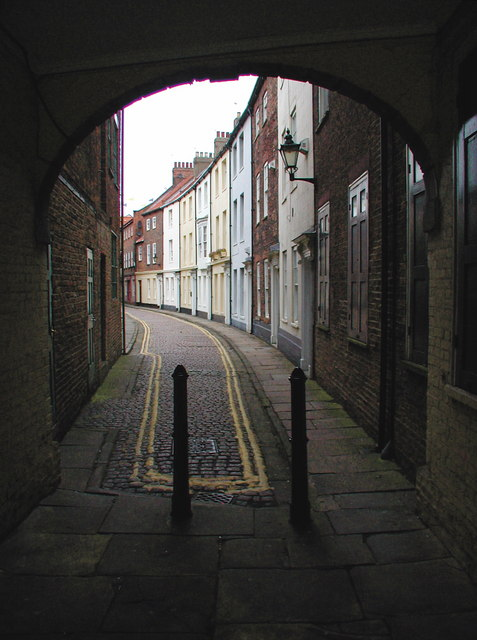
Prince Street, à Hull, ou COUM s'établit de 1970 à 1973.

Après avoir assisté en 1969 à une performance du collectif Exploding Galaxy à l'Université de Hull, P-Orridge décide d'interrompre ses études pour se dédier à l'art expérimental. Il rejoint pendant quelques mois le collectif Exploding Galaxy à Londres. Les premières actions de COUM Transmissions ont lieu en fin 1969 à Hull. En 1970, les membres de COUM s'établissent dans deux maisonnettes délabrées de style géorgien dans le centre de Hull, sur Prince Street, qui seront surnommées « Alien Brain ». Dans sa première phase, le collectif privilégie les performances musicales improvisées sur des instruments acoustiques. Le titre de l'une des premières performances, Clockwork Hot Spoiled Acid Test, se réfère à deux inspirations, le roman L'Orange mécanique (1962) d'Anthony Burgess et le livre Acid Test (1968) de Tom Wolfe. En tant que groupe musical, le collectif fait la première partie de Hawkwind en octobre 1971 et suscite l'intérêt de John Peel, qui le diffuse dans son émission de radio[réf. souhaitée]. Impressionnée par cette performance, Foxtrot Echo (alors étudiant en art à Bradford) rejoint le collectif. En mars 1972, COUM participe à un concours national de musique rock/folk, intitulant leur performance This Machine Kills Music.

### Installation à Londres (1973–1974)

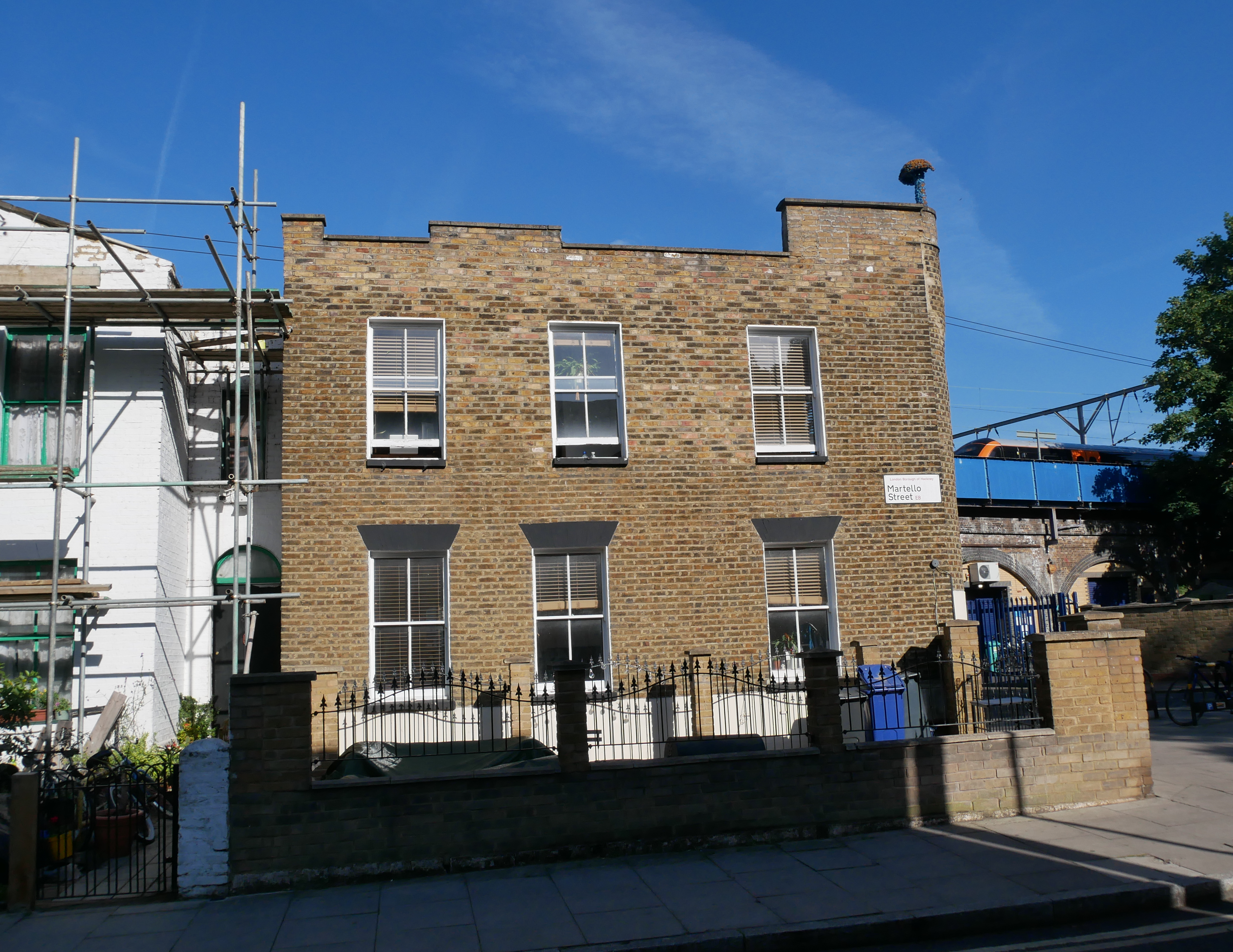
Le bâtiment du 10 Martello Street, à Londres, qui abrite le studio de COUM Transmissions dès 1973.

Durant l'année 1973, P-Orridge et Tutti quittent Hull pour déménager à Londres, installant COUM dans un studio à Martello Street, dans le quartier de Hackney (l'un des districts les plus pauvres de Londres). Durant cette même année, COUM est invité par le Hull Arts Centre à participer à Fanfare for Europe, un événement célébrant l'entrée du Royaume-Uni dans l'Espace économique européen. Le groupe participe également au Fluxshoe Festival, une exposition itinérante liée au mouvement artistique Fluxus organisée par David Mayor,. Une publication intitulée Copyright Breaches est éditée à 200 exemplaires.
En janvier 1974, le groupe se rend en Belgique, pour présenter une performance sonore créée en collaboration avec Paul Woodrow et nommée Marcel Duchamp's Next Work. Cette œuvre est constituée de douze répliques de la sculpture Roue de bicyclette réalisée en 1913 par l'artiste Marcel Duchamp, assemblées en cercle, qui sont jouées comme des instruments de musique. Une première performance se déroule à Gand, une deuxième à Bruxelles. 
Le 17 mars est présenté au Oval Theatre à Londres Couming of Age, la première action de COUM impliquant la nudité, et utilisant des musiques de Nico, John Cale, Lou Reed et Vera Lynn. Peter « Sleazy » Christopherson assiste à ce spectacle et propose de rejoindre le groupe. À partir de cette période, COUM se réduit essentiellement à P-Orridge et Tutti, leurs partenaires Fizzy et Biggles ayant quitté Londres.

### Actions internationales et fin (1975–1977)
En 1975, COUM est invité à participer à des festivals d'art en Allemagne (Groß-Gerau, puis Kiel). En mars, Christopherson participe à sa première action de COUM, intitulée Couming of Youth et impliquant des actions sexuelles, qui est montrée durant quatre soirées au Melkweg à Amsterdam,. En octobre, avec le soutien du British Council, COUM participe à la IXe Biennale de Paris, où est montrée une action intitulé Jusqu'à la balle crystal. Dans cette période, les actions de COUM deviennent plus extrêmes. 
Durant l'été de 1975, COUM fait la connaissance de Chris Carter, à travers leur ami commun John Lacey. Avec Carter, qui est intéressé par l'expérimentation sonore et les lightshows, Christopherson, Cosey et P-Orridge forment un groupe musical et font des répétitions dans le studio de Martello Street. Le projet Throbbing Gristle prend ainsi forme. Chris Carter ne rejoint cependant pas COUM Transmissions.
En 1976, durant février et mars, le British Council invite COUM à participer à l'exposition Arte Inglese Oggi 1960-1976, présentant des artistes anglais contemporains. Tutti indique qu'à cette période, « COUM opère en parallèle à TG ». Les premiers concerts publics de TG ont lieu (Air gallery le 6 juillet, Hat Fair le 21 août). En octobre, COUM est invité à montrer une exposition à l'Institute of Contemporary Arts de Londres. Cet événement, intitulé Prostitution, forme un point culminant dans la carrière de COUM, et prend la forme d'une rétrospective du collectif.
Après Prostitution, Tutti et P-Orridge se rendent aux États-Unis, pour y présenter une série de cinq performances de COUM, sous le titre Cease to Exist (ce titre est à l'origine une chanson de Charles Manson écrite en 1968 pour les Beach Boys). Les performances sont numérotées, No 1 à 3 se déroulant à Chicago, No 4 à Los Angeles, et No 5 à Santa Monica. Cease to Exist traitait de l'amour, de la mort et de la soumission. Interprétées par Tutti et P-Orridge, ces performances sans concession impliquent des pratiques sadomasochistes extrêmes et des actes d'automutilation. Lors de la représentation à Los Angeles, de nombreux spectateurs quittent la salle.
La dernière action de COUM a lieu en mai 1978 à l'université d'Anvers sous le titre Scenes of Victory.  Lors de cet événement, P-Orridge ingère des feuilles, de l'écorce et du whisky, puis se lacère la peau avec des clous rouillés. À la suite de cette performance, il est hospitalisé et contracte une septicémie,.

## Accueil
Le livre Wreckers of Civilisation (Black Dog Publishing Company, juillet 2000), de Simon Ford (conservateur au Victoria and Albert Museum de Londres), est considéré comme un travail documentaire concluant sur l'œuvre de COUM.
En 2017, dans le cadre des célébrations de ville de Hull comme capitale culturelle du Royaume-Uni (UK City of Culture), une exposition consacrée à l'histoire de COUM Transmissions est montrée à la Humber Street Gallery, présentant du matériel provenant des archives de Tutti et P-Orridge. Lors de la soirée d'ouverture, Tutti et P-Orridge donnent des concerts solo. D'autres anciens membres (Spydee, Foxtrot Echo et John Lacey) sont présents pour cet événement et participent à une conférence organisée par The Quietus.

## Discographie
En juillet 2009, le label discographique américain Dais Records sort des vinyles d'archives de COUM Transmissions intitulés The Sound of Porridge Bubbling (2009), Sugarmorphoses (2011) et Home Aged and the 18 Month Hope (2013) en édition limitée à 500 exemplaires, comme c'est le cas pour Early Worm (Genesis P-Orridge, Spydeee Gasmantell, Pingle Wad, et Ron Megson (le père de Genesis P-Orridge), 1968) en 2008.
Le disque COUM Transmissions The Sound of Porridge Bubbling est enregistré en 1971 avec Genesis P-Orridge, Spydeee Gasmantell, Ray Harvey, Cosey Fanni Tutti et d'autres. Le contenu musical de l'album est de nature improvisée et avant-gardiste, et la plupart des morceaux de l'album consistent en des morceaux parlés et des expériences sonores, rappelant parfois le matériel audio expérimenté par William S. Burroughs et Brion Gysin dans les années 1960. L'un des morceaux, Nude Supper, est une lecture directe par Spydeee Gasmantell de l'œuvre de William S. Burroughs, Naked Lunch. La reprise en ligne de cet album est modifiée par la suite, de sorte que la piste intitulée Nude Supper fait désormais référence à la piste Sound of Porridge Bubbling, la piste Sound of Porridge Bubbling étant une reprise enregistrée de The Stripper. La version parlée originale de la lecture de Naked Lunch ne se trouve que sur les 500 exemplaires vinyles originaux de l'album (explique Spydeee Gasmantell, membre de COUM Transmission). 

## Expositions

### 1969
- Thee Fabulous Mutations, St Peters, Anlaby, Hull, Royaume-Uni.
- Clockwork Hot Spoiled Acid Test, Hull University Union, Royaume-Uni (novembre 1969)[30].

### 1970
- 99 United Sacks, Alberts Jazz Club, Hull, Royaume-Uni.
- Broken Equipment, Hull University, Royaume-Uni.

### 1971
- Disintegration of Fact, Granny's Parlour, Hull, Royaume-Uni (10 janvier 1971)[31].
- Riot Control, Gondola Club, Hull, Royaume-Uni[31].
- Absolute Elsewhere, Streets of Hull, Royaume-Uni (juillet 1971)[31].
- Fairyland Powder Puffs, Brickhouse, Hull, Royaume-Uni.
- Caves of Montalbaan, Hull Arts Centre, Royaume-Uni.
- Skin Complaints, Streets of Hull, Royaume-Uni.
- Edna and the Great Surfers, St.Georges Hall, Bradford, Royaume-Uni. Action musicale en première partie d'un concert du groupe Hawkwind (22 octobre 1971)[7],[3].
- Coum Orgee Number 1, Alien Brain, Hull, Royaume-Uni.
- Exorcism of Shit, Afro Club, Bradford, Royaume-Uni.
- I'm a Robot, Alien Brain, Hull, Royaume-Uni.
- Christ Whitemas, Streets of Hull, Royaume-Uni.

### 1972
- Infra Red Bucket, Hull Arts centre, Royaume-Uni.
- This Machine Kills Music, New Grange Club, Hull, Royaume-Uni (1er mars 1972)[8].
- Kissing, Alien Brain, Hull, Royaume-Uni.
- Copyright Breeches, University of Kent, Canterbury, Royaume-Uni (avril 1972)[32].
- Prison Sell, COUM on the streets of Hull for RAP (Prisoners Rights Group).
- Dead Pedestrians, Canterbury Streets, Royaume-Uni.
- Miss Teen Princess. Streets of Hull, Royaume-Uni.
- Festival of Night, Ferens Art Gallery, Hull, Royaume-Uni.
- Anal Coumfidence, Streets of London, Royaume-Uni.
- Bullnecks, Holy Trinity Church, Hull, Royaume-Uni.
- Wagon Train, Hull Streets/ Ferens Art Gallery, Hull, Royaume-Uni.
- Coum to the Rescue. Streets of Hull, Royaume-Uni.
- Thee Alien Brain & Mass Panic, Hull Arts Centre, Royaume-Uni.
- Spartacus Defused, Bradford Arts Festival, Royaume-Uni.
- Melissa Pouts, Streets of Hull, Royaume-Uni.
- Welcoum Home Tim, Alien Brain, Hull, Royaume-Uni.
- Drakularse Tower, Beverley West Wood, Royaume-Uni.
- Thee Business, Streets of Hull, Royaume-Uni.

### 1973
- Yorkshire Artists’ Collection, Fanfare for Europe, Hull Arts Centre. Group show. (2 janvier).
- Ministry of Antisocial Insecurity, Ferens Art Gallery, Hull, Royaume-Uni (6 janvier)[33].
- Winston Spencer Churchill, (part of Fanfare for Europe) Hull Arts Centre, Royaume-Uni.
- Glass with Care, Streets of Hull, Royaume-Uni.
- Colliche Pastage, De Lantaren, Rotterdam, Pays-Bas (9 janvier).
- Baby of Europe, Lijnbaan, Rotterdam, Pays-Bas (10 janvier).
- Copy Dementarla, Open Theatre Festival, Louvain, Belgique.
- Baby's Coumpetition, O.S.A.C. Oxford University, Royaume-Uni[34].
- Infantile Launchpad, Ferens Art Gallery, Hull, Royaume-Uni (2 février).
- Ministry and Colliche, Swansea University Festival. Royaume-Uni (19 février)
- Thee Biggles Saga, Bretton Hall College, Wakefield, Royaume-Uni (avril).
- The Revolutionary Spirit, COUM with KIPPER KIDS at Louvain University, Belgique.(1973)
- Thee Marriage of Fizzy Paet, Manchester Art Festival. Royaume-Uni (17 mai).
- Decoumpositions, FLUXshoe, Midland Group Gallery, Nottingham, Royaume-Uni (6-19 juin 1973)[35].
- Landscape Painting and Actions, Reading University, Royaume-Uni.
- Stick Em Up, Surrey University, Royaume-Uni.
- Kingston-coum-Hull, Hull Arts Centre, Royaume-Uni.
- Landscape Painting, Bull Ring Birmingham, Royaume-Uni.
- Weight and Smell, S.P.A.C.E. Party, Londres. Royaume-Uni.
- Terribull Twin Actions, FLUXshoe, Blackburn Museum, Royaume-Uni (6-21 juillet 1973)[34].
- Landscape Painting & Actions, FLUXshoe, Victor Musgrave Gallery, Hastings, Royaume-Uni (17-24 août 1973)[34].
- Wundatrek Tours, Touring Sussex, Royaume-Uni.
- Framed, Portabello Rd, Londres, Royaume-Uni.
- Cosey Fanni Tutti's Blue Mover, Art Exchange, Reading University, Royaume-Uni.
- Happy Daze Number 1, Alien Brain.S.P.A.C.E. Londres, Royaume-Uni (novembre 1973)[36].
- Thee Lump E Found on the Pavement, London University Union, Londres, Royaume-Uni.
- Parties Overt, Oval House Theatre, Londres, Royaume-Uni.
- Flag Show, Midland Group Galleries, Nottingham. Group Show.
- Bullneck Revived, Northallerton Prison, Royaume-Uni
- Everything is Nothing, El Festival, Stepney, Londres, Royaume-Uni.

### 1974
- Marcel Duchamp's Next Work, Stedelijk Academy, Gand, Belgique (24 janvier 1974)[37],[38].
- Marcel Duchamp's Next Work, Palais des Beaux-Arts, Bruxelles, Belgique (26 janvier 1974)[37].
- Spaghetti Junction, Thee Glass Menagerie, Londres, Royaume-Uni.
- Miners Catastrophe, Roundhouse, Londres, Royaume-Uni.
- Couming of Age, Oval House, Londres, Royaume-Uni (mars 1974)[14],[39].
- Alien Porno Rock, HOWFF Club, Londres, Royaume-Uni.
- Dead Babies, Wet Babies, Hat Fair, Londres. Royaume-Uni.
- Orange & Blue, Art Meeting Place, Londres, Royaume-Uni[40],[41].
- Gainsboroughs Blue Movie Boy, Art Meeting Place, Londres. Royaume-Uni [41].
- 4 Hours Music Action, Art Meeting Place, Londres. Royaume-Uni.
- Signals, Art Meeting Place, Londres, Royaume-Uni[41].
- Orange and Blue, Mansoni Gardens, Birmingham, Royaume-Uni.
- Music Action, Film-makers Co-op, Londres, Royaume-Uni.
- Airborne Spells, Landborn Smells, Brook Green, Londres, Royaume-Uni.
- Rasputin Covent Garden Hat fair, Londres, Royaume-Uni.
- Schlimn, Stadtfest, Rottweil, Allemagne
- All that Glitters is not Kunst, Stadtfest, Rottweil, Allemagne (15 septembre 1974)[42],[43]
- Music for Stocking Top, Swing and Staircase, Gulbenkian Hall, Royal College of Art, Londres, Royaume-Uni.
- Opportunity Knocks, International Art Centre, Newington Butts, London. Tutti, Orridge, Tom Puckey.
- Birth of Liquid Desires, Goldsmiths College, Londres, Royaume-Uni.
- Happy Daze Number 2, Alien Brain, S.P.A.C.E., Londres, Royaume-Uni.
- Time Transfixed, Academy of Art, Liverpool, Royaume-Uni.
- Filth, Art Meeting Place, Londres. Part of a party organised by COUM[41].
- Coum Music, Oval House, Londres, Royaume-Uni.
- Universal Man, Victoria and Albert Museum, Londres, Royaume-Uni.
- Marcel Duchamp's Next Work, Battersea Town Hall (en), Londres. Royaume-Uni.

### 1975
- Ommissions, New Reform Gallery, Aalst, Belgique [44].
- Ommissions, K.K. Centrum, Antwerp, Belgique.
- Jusqu'à la Balle Crystal, Stedelijk Academy, Gant[réf. nécessaire], Belgique.
- Couming of Youth, Melkweg, Amsterdam, Pays-Bas (27-30 mars 1975)[45],[46]
- Ommissions, Europa-Tage, Groß-Gerau, Allemagne.
- A Discourse on thee Demise of British Performance Art Today, Oval House, Londres, Royaume-Uni.
- Bollocks In Thee Breeze, Art Meeting Place, Londres, Royaume-Uni.
- Coumdensation Mucus, Royal College of Art, Londres, Royaume-Uni.
- Ommissions, Kulturamt, Kiel, Allemagne.
- Jusqu'à la Balle Crystal Actions, 9e Biennale de Paris, France.
- Sex Une Bonne Idée, Nuffield Gallery, Southampton, Royaume-Uni.
- Whip it Out, Wrap It Up...., Hat Fair, Winchester, Royaume-Uni.
- Crowley Action, Alien Brain, S.P.A.C.E, Londres, Royaume-Uni.
- Happy Daze Number 3, Alien Brain, S.P.A.C.E. , Londres, Royaume-Uni.

### 1976
- Rectum as Inner Space, Architectural Association, Londres, Royaume-Uni.
- Arte Inglese Oggi 1960 - 1976, Milan, Italie. Towards the Crystal Bowl, Galleria Victor Emanuelle, Milan, Italie.
- Maid on a Bed of Lies, Galleria Borgona, Milan, Italie.
- Chris Coums Home, Hackney, Londres, Royaume-Uni.
- Prostitution, Coum retrospective exhibition, I.C.A. main gallery, Londres, Royaume-Uni.
- Cease to Exist No 1, DESON Gallery, Chicago, États-Unis.
- Cease to Exist No 2 et 3, N.A.M.E. Gallery, Chicago, États-Unis.
- Cease to Exist No 4, I.C.A., Los Angeles, États-Unis. (L.A.I.C.A).
- Cease to Exist No 5, I.D.E.A. Space, Santa Monica, États-Unis.
- Nazi Love et Gary Gilmore Memorial Society, Shattock Studio, Berkeley, États-Unis.
- After Cease to Exist, performance at Goldsmith's College, Londres, Royaume-Uni.
- Reflection Press Gallery, Stuttgart, Allemagne.

### 1977
- Coum’s Final Art Action in the UK - Goldsmiths College, Londres, Royaume-Uni.

### Filmographie
- Stocking Top And Swing (16mm, couleur). 1974
- Omissions (16mm, couleur). 1975
- Cease To Exist No1 (16mm, noir et blanc). 1975
- Coudensation Mucus (16mm, couleur). 1975
- Rectum As Inner Space (16mm, couleur). 1976
- After Cease To Exist (16mm, noir et blanc). 1977